# Declaration of the Causes and Necessity of Taking Up Arms
A Declaration of the Causes and Necessity of Taking Up Arms (em português: Declaração das Causas e Necessidade de Pegar em Armas) é uma Resolução adotada pelo Segundo Congresso Continental em 6 de julho de 1775, que explica por que as Treze Colônias pegaram em armas no que se tornou a Guerra Revolucionária Americana. A versão final da Declaração foi escrita por Thomas Jefferson e revisada por John Dickinson.

## Conteúdo
Wikisource tem texto original relacionado a este artigo:
Declaração das Causas e Necessidade de Pegar em Armas
A Declaração descreve o que os colonos viam como o esforço do Parlamento britânico para estender sua jurisdição às colônias após a Guerra dos Sete Anos. As políticas censuráveis listadas na Declaração incluem a tributação sem representação, o uso estendido de tribunais de vice-almirantado, os vários Atos Coercitivos e o Ato Declaratório. A Declaração descreve como os colonos, durante dez anos, repetidamente solicitaram a reparação de suas queixas, apenas para ter seus apelos ignorados ou rejeitados. Embora tropas britânicas tenham sido enviadas para fazer cumprir esses atos inconstitucionais, a Declaração insiste que os colonos ainda não buscam a independência da pátria-mãe. Pegaram em armas "em defesa da Liberdade que é o nosso Direito de Primogenitura e de que sempre gozámos até à sua tardia Violação", e "depor-se-ão quando cessarem as hostilidades por parte dos Agressores".

O parágrafo inicial compara as colônias como sendo escravizadas ao Legislativo da Grã-Bretanha pela violência, contra sua própria constituição, e dá isso como a razão para as colônias pegarem em armas:
O Legislativo da Grã-Bretanha, no entanto, estimulado por uma paixão desmedida pelo poder, não apenas injustificável, mas que eles sabem ser peculiarmente reprovado pela própria Constituição daquele Reino, e desesperado de sucesso em qualquer modo de disputa onde se deva ter em conta a verdade, a lei ou o direito, tem por fim, desertado aqueles, tentaram realizar seu propósito cruel e impolítico de escravizar essas Colônias pela violência, e assim tornaram necessário que fechássemos com seu último apelo da razão às armas. 